# Шкирманівка
Шкирманівка — село в Україні, в Шосткинській міській громаді Шосткинського району Сумської області. Населення становить 168 осіб. Колишній орган місцевого самоврядування — Миронівська сільська рада.

## Географія
Село знаходиться біля від витоків пересихаючої річечки Борщівець, на узліссі великого лісового масиву урочище Велика Волока. Примикає до села Миронівка.
Урочищем Велика Волока називалась ділянка землі громади. Це були лани по 16-21 га / згідно з «Уставу на волоки» 1557 р.- виданого литовським урядом.

## Символіка
На гербі зображена голка з товстою ниткою на чорному тлі що означає роботу зі шкірою. Прізвище Шкирман має єврейське походження і у перекладі з івриту означає «шкіряний майстер» аналог українського лимаря. Ця професія була поширена серед єврейської громади в Східній Європі у XVIII-XIX століттях. Шкіри використовувалися для виробництва одягу, взуття, сумок та інших виробів. Ялинка на жовтому тлі означає лісництво, а відро з водою зображає місцеву лісову криницю-капличку з джерельною цілющою водою.

## Населення
За переписом населення України 2001 року в селі мешкало 168 осіб.

### Мова
Розподіл населення за рідною мовою за даними перепису 2001 року:
| Мова       | Кількість | Відсоток |
| ---------- | --------- | -------- |
| українська | 163       | 97.02%   |
| російська  | 5         | 2.98%    |
| Усього     | 168       | 100%     |

## Пам'ятки
- Лісова криниця[3]